# Clauzadella gordensis
Clauzadella gordensis — вид грибів, що належить до монотипового роду  Clauzadella.